# Skót labdarúgó-ligakupa
A Scottish League Cup labdarúgó-kupasorozat Skóciában.

## Szponzor
1979 óta a sorozatot a fő támogatóról nevezik el:
- Bell’s League Cup (1979–80-tól 1980–81-ig), szponzorálta a Bell’s Whisky
- Skol Cup (1984–85-től 1991–92-ig), szponzorálta a Skol Lager
- Coca-Cola Cup (1994–95 és 1996–97), szponzorálta a Coca-Cola
- CIS Insurance Cup (1999–00-tól 2007–08-ig), szponzorálta a The CIS Insurance
- Co-operative Insurance Cup (2008–09-től 2010–11-ig), szponzorálta a The Co-operative Insurance
- Scottish Communities League Cup (2011–12-től 2012–13-ig), szponzorálja a The Scottish Government
- The Scottish League Cup (2015–16), szponzorálja a QTS Group és a Utilita Energy
- Betfred Cup (2016–17-től 2020–21-ig), szponzorálja a Betfred
- Premier Sports Cup (2021–22), szponzorálja a Premier Sports
- Viaplay Cup (2022–23-től 2023–24-ig), szponzorálja a Viaplay

## A legsikeresebb klubok
| Klub                | Győztes | Győzelmek |
| ------------------- | ------- | --- |
| Glasgow Rangers     | 28      | 1947, 1949, 1961, 1962, 1964, 1965, 1971, 1976, 1978, 1979, 1982, 1984, 1985, 1987, 1988, 1989, 1991, 1993, 1994, 1997, 1999, 2002, 2003, 2005, 2008, 2010, 2011, 2024 |
| Celtic Glasgow      | 21      | 1957, 1958, 1966, 1967, 1968, 1969, 1970, 1975, 1983, 1998, 2000, 2001, 2006, 2009, 2015, 2017, 2018, 2019, 2020, 2022, 2023                                           |
| Aberdeen            | 6       | 1956, 1977, 1986, 1990, 1996, 2014 |
| Heart of Midlothian | 4       | 1955, 1959, 1960, 1963 |
| East Fife           | 3       | 1948, 1950, 1954 |
| Dundee              | 3       | 1952, 1953, 1974 |
| Hibernian           | 3       | 1973, 1992, 2007 |
| Dundee United       | 2       | 1980, 1981 |
| Motherwell          | 1       | 1950 |
| Partick Thistle     | 1       | 1972 |
| St. Johnstone       | 1       | 2021 |
| Raith Rovers        | 1       | 1995 |
| Livingston          | 1       | 2004 |
| Kilmarnock          | 1       | 2012 |
| St. Mirren          | 1       | 2013 |
| Ross County         | 1       | 2016 |